# 충분한 신뢰와 신용
충분한 신뢰와 신용이란 미국 헌법 제4조의 원리로 다른 주의 공공행위, 기록, 법적 절차를 주에서 존중하는 연방주의상 원리이다. 예를 들어 X주에서 채무자를 상대로 승소한 갑은 채무자의 재산이 있는 Y주에서 X주 법원의 집행문을 가지고 X주에서 강제집행할 수 있는 것이다. 이는 X주가 Y주의 재판결과를 존중하기 때문이다. 충분한 신뢰와 신용원칙은 타른 주법원이 잘못된 법조를 적용하여 잘못된 판결을 내린 경우에도 소수의 예외를 제외하고는 존중되어야 한다고 본다.

## 사례
A주 거주자인 운전자 갑은 B주에서 B주에 소재한 트럭업체의 트럭에 의해 교통 사고로 부상당하였다. 트럭업체는 A주에 사무실, 공장이나 영업망을 가지고 있지 않다. 운전자가 A주에서 트럭업체를 상대로 손해배상소송을 제기하였고 A주 법원은 해당사건의 관할권이 있고 A주 법을 적용하여야 한다고 판단, 갑에 대해 승소판결을 내렸으며 은 확정되었다. 이 경우, 이 판결은 충분한 신뢰와 신용원칙에 따라 B주 법원에서 존중되어 집행이 가능하다.

## 참고 문헌
- 2010년 9월 3일 류변의 미국법 이야기(49)[헌법] 잭바우어가 OK할 수 있는 대통령 사면의 한계

## 같이 보기
- 기판력